# Raków (Mazovie)
Pour les articles homonymes, voir Raków.
Raków (prononciation : [ˈrakuf]) est un village polonais de la gmina de Pacyna dans le powiat de Gostynin de la voïvodie de Mazovie dans le centre-est de la Pologne.
Il se situe à environ 6 kilomètres à l'ouest de Pacyna (siège de la gmina), 19 km au sud-est de Gostynin (siège du powiat) et à 94 km à l'ouest de Varsovie (capitale de la Pologne).
Le village possède approximativement une population de 192 habitants en 2009.

## Histoire
De 1975 à 1998, le village appartenait administrativement à la voïvodie de Płock.